# Hiroki Akino
Hiroki Akino (jap. 秋野 央樹 Akino Hiroki; ur. 8 października 1994) – japoński piłkarz występujący na pozycji pomocnika. Obecnie występuje w Shonan Bellmare.

## Kariera klubowa
Od 2013 roku występował w klubach Kashiwa Reysol i Shonan Bellmare.